# Auto Technisches Spezialzubehör
Auto Technisches Spezialzubehör, ATS, var ett tyskt formel 1-stall som tävlade i slutet av 1970-talet och början av 1980-talet. 

## F1-säsonger
| Säsong | Tävlingsnamn                   | Bil                      | Motor                    | Däck | Poäng | VM-plac. | Förare 1                          | Förare 2                                                                |
| ------ | ------------------------------ | ------------------------ | ------------------------ | ---- | ----- | -------- | --------------------------------- | ----------------------------------------------------------------------- |
| 1977   | ATS Racing Team                | Penske PC4               | Ford Cosworth DFV 3.0 V8 | G    | 1     | (12:a)   | Jean-Pierre Jarier                | Hans Binder Hans Heyer                                                  |
| 1978   | ATS Racing Team                | ATS HS1 ATS D1           | Ford Cosworth DFV 3.0 V8 | G    | 0     | -        | Jochen Mass                       | Hans Binder Alberto Colombo Harald Ertl Jean-Pierre Jarier Keke Rosberg |
| 1978   | F&S Properties/ATS Racing Team | ATS HS1                  | Ford Cosworth DFV 3.0 V8 | G    | 0     | -        | Michael Bleekemolen               |                                                                         |
| 1979   | ATS Wheels                     | ATS D2 ATS D3            | Ford Cosworth DFV 3.0 V8 | G    | 2     | 11:a     | Hans-Joachim Stuck                |                                                                         |
| 1980   | Team ATS                       | ATS D3 ATS D4            | Ford Cosworth DFV 3.0 V8 | G    | 0     | -        | Jan Lammers Marc Surer            | Harald Ertl                                                             |
| 1981   | Team ATS                       | ATS D4 ATS HGS ATS HGS-2 | Ford Cosworth DFV 3.0 V8 | A/M  | 1     | 12:a     | Tommy Borgudd Jan Lammers         | Tommy Borgudd                                                           |
| 1982   | Team ATS                       | ATS D5                   | Ford Cosworth DFV 3.0 V8 | A/M  | 4     | 12:a     | Manfred Winkelhock                | Eliseo Salazar                                                          |
| 1983   | Team ATS                       | ATS D6                   | BMW 1.5 L4T              | G    | 0     | -        | Manfred Winkelhock                |                                                                         |
| 1984   | Team ATS                       | ATS D7                   | BMW 1.5 L4T              | P    | 0     | -        | Gerhard Berger Manfred Winkelhock | Gerhard Berger                                                          |